# Pôlder

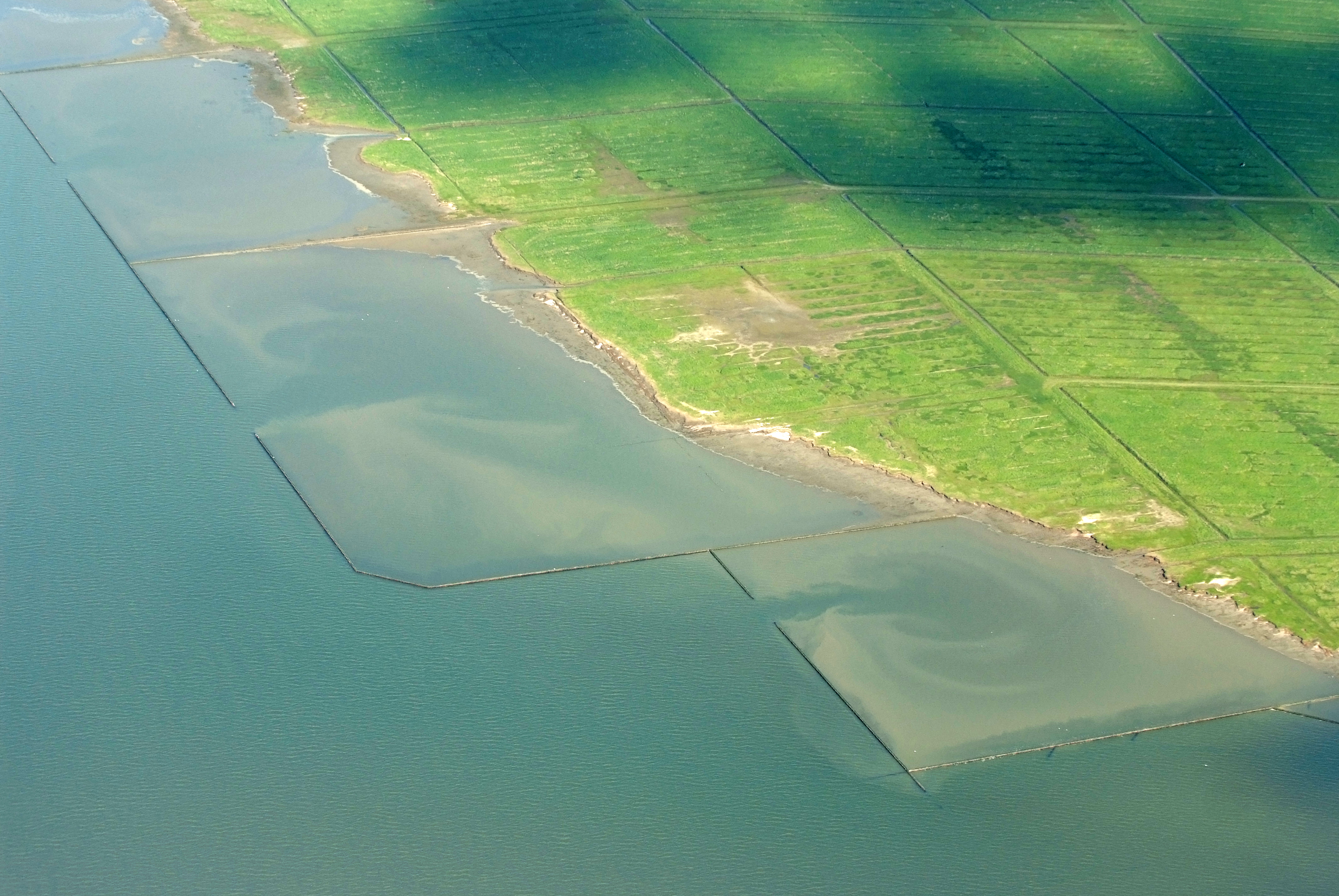
Pôlder

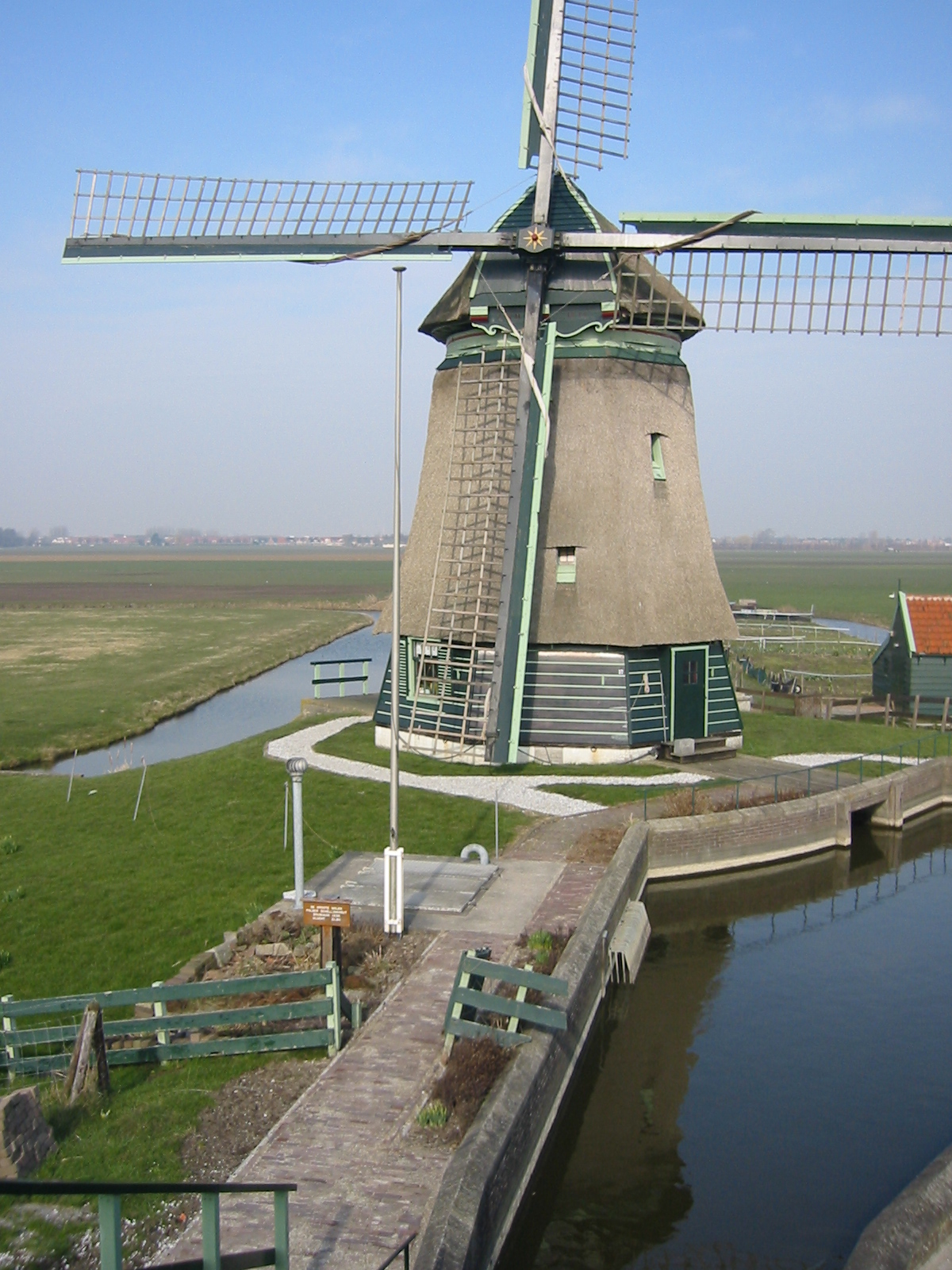
Moinho de vento usado na drenagem de pôlder

Um pôlder (português brasileiro) ou pólder (português europeu) é uma porção de terrenos baixos, planos e alagáveis que são protegidos continuamente de alagamentos por meio de diques e dessecamento, visando à utilização na agricultura ou como moradia. Grande parte dos Países Baixos constitui-se de pôlderes.
São regiões que são antigos leitos oceânicos e se localizam principalmente na Holanda. Essas áreas tomadas do oceano são hoje utilizadas principalmente para produção agropecuária. 

## Etimologia
"Pôlder" é proveniente do termo neerlandês polder.